# Curt Steuernagel
Curt Steuernagel (* 17. November 1884 in Leipzig; † 30. Juli 1917) war ein deutscher Kunstturner.

## Biografie
Curt Steuernagel nahm bei den Olympischen Sommerspielen 1908 in London im Einzelmehrkampf teil. Mit Platz vier wurde er bester deutscher Turner vor Fritz Wolf.